# Голая (гора, Приморский край)
Голая — гора высотой 1165 м в горном хребте Сихотэ-Алинь в Приморском крае, на границе Дальнегорского городского округа и Кавалеровского района.
Гора является высшей точкой горного массива с неофициальным названием Тавайза. Массив расположен на юге Дальнегорского ГО и востоке Кавалеровского района, на водоразделе рек Рудная и Зеркальная. Рельеф здесь отличается интенсивным расчленением, гребни сопок узкие, распадки и верховья долин глубоко врезаны. Отличительной особенностью горного массива является широкое распространение курумов и каменных морей. Одной из причин данного явления могли стать сильные лесные пожары в прошлом, уничтожившие леса на склонах, после чего произошла деградация почвенно-растительного слоя. Косвенно это подтверждает само название горного массива — Тавайза, что в переводе с тунгусо-манчжурских языков означает «огненные». Другой причиной широкого распространения курумов в данной местности может являться состав горных пород и крутосклонный рельеф, способствующий быстрому дренажу атмосферных осадков в грунт, из-за чего здесь невозможно возникновение высокобонитетного леса.
На склонах горы Голая, в нижнем поясе и в среднем поясе, островками среди курумов, распространены низкорослые деревца мелколиственных пород. В среднем и верхнем поясе произрастает разрежённый низкорослый кедровый стланик, брусничник очень редок. На поверхности курумов широко распространены накипные и студенистые лишайники (Каменная кожа).
Гора Голая находится в стороне от популярных туристических маршрутов. Ближайшая автодорога проходит через п. Высокогорск в 11 км от горы, г. Дальнегорск расположен в 20 км к северу (по прямой). Сложность восхождения на Голую заключается в преодолении протяжённых курумов, что в жаркую погоду представляет тяжёлое испытание. Следует учесть, что верховья ручьёв в горном массиве Тавайза бывают загромождены крупноглыбовыми осыпями. Под ними слышен шум воды, но набрать её не представляется возможным, поэтому о запасе воды следует позаботиться заранее. Вершина открыта, представляет собой узкий каменистый гребень 400 м в длину, с двумя возвышениями по его краям. С Голой открывается великолепный обзор на низовья долин Рудной и Зеркальной. В следствие того, что Голая расположена недалеко от побережья, значительную часть горизонта занимает гладь Японского моря.

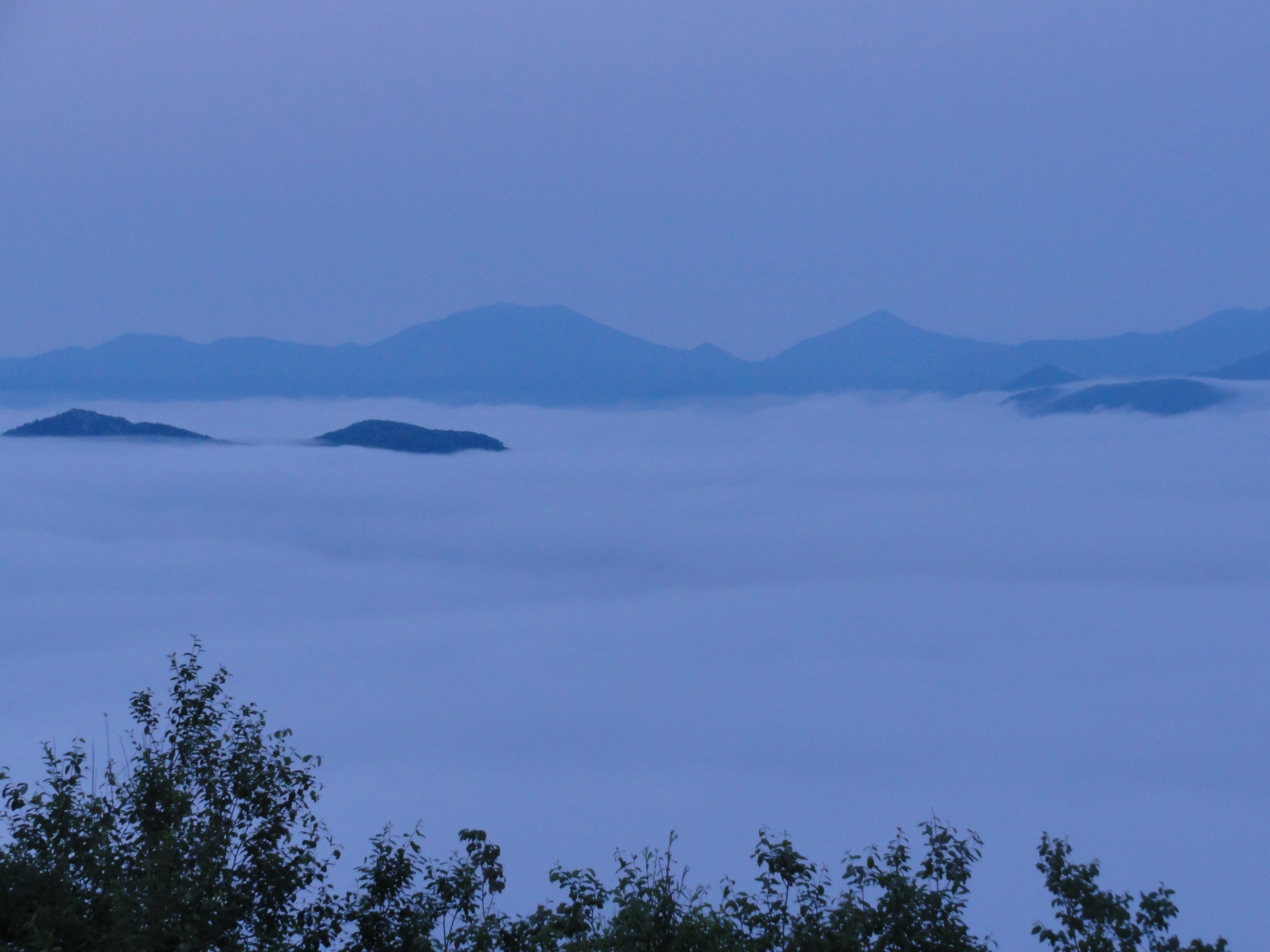
Гора Голая, раннее утро. Вид с г. Нежданка, возле Якут-Горы.